# Kampfgeschwader 2
La Kampfgeschwader 2 Holzhammer (KG 2) (2e escadre de bombardement) est une unité de bombardiers de la Luftwaffe pendant la Seconde Guerre mondiale. 

## Opérations
Le KG 2 a mis en œuvre des bombardiers légers Dornier Do 17, et des bombardiers moyens Dornier Do 217, Junkers Ju 188, Messerschmitt Me 410 et a commencé sa conversion sur des Dornier Do 335 avant la dissolution de l'unité.
Il a été engagé dans les engagements suivants :
- Campagne de Pologne
- Bataille de Belgique
- Bataille de France
- Bataille d'Angleterre
- Blitz
- Invasion de la Yougoslavie
- Bataille de Grèce
- Bataille de Crète
- Opération Barbarossa
- Raid sur Dieppe
- Bataille de l'Atlantique
- Bataille de Normandie
- Opération Steinbock

L'unité a subi de lourdes pertes durant le conflit :
- 767 appareils détruits
- 158 appareils endommagés
- 1 908 personnels tués ou disparus aux combats
- 214 personnels faits prisonniers de guerre[2].

## Organisation

### Stab. Gruppe
Formé le 1er mai 1939 à Sprottau à partir du Stab/KG 252.

Un Stabs-staffel a existé entre août 1939 et novembre 1941 et entre juin 1943 et mars 1944.

Le Stab./KG 2 est connu comme Gefechtsverband Hallensleben entre le 20 septembre 1944 et le 15 mars 1945, contrôlant le III./KG 51, NSGr.1, NSGr.2 et le NSGr.20.

Il est dissous en février 1945.

Geschwaderkommodore (Commandants de l'escadre) :
| Début            | Fin              | Grade           | Nom                             |
| ---------------- | ---------------- | --------------- | ------------------------------- |
| 1er mai 1939     | 20 octobre 1940  | Generalleutnant | Johannes Fink (en)              |
| 21 octobre 1940  | 15 octobre 1941  | Generalmajor    | Herbert Rieckhoff (en)          |
| 16 octobre 1941  | 31 décembre 1941 | Oberst          | Karl Mehnert                    |
| 1er janvier 1942 | 30 avril 1942    | Oberstleutnant  | Georg Pasewaldt                 |
| 1er mai 1942     | 22 janvier 1943  | Oberstleutnant  | Hans von Koppelow               |
| 23 janvier 1943  | 5 mai 1943       | Oberstleutnant  | Walter Bradel                   |
| 6 mai 1943       | 15 février 1944  | Oberstleutnant  | Karl Kessel                     |
| 25 février 1944  | 11 avril 1944    | Major           | Hanns Heise                     |
| 12 avril 1944    | 22 mai 1944      | Major           | Wilhelm Rath                    |
| 23 mai 1944      | 27 juillet 1944  | Major           | Franz Schönberger (par intérim) |
| 28 juillet 1944  | Mars 1945        | Oberstleutnant  | Rudolf Hallensleben (en)        |

### I. Gruppe
Formé le 1er mai 1939 à Liegnitz à partir du I./Kampfgeschwader 252 avec :
- Stab I./KG 2 à partir du Stab IV./KG 252
- 1./KG 2 à partir du 1./KG 252
- 2./KG 2 à partir du 2./KG 252
- 3./KG 2 à partir du 3./KG 252

Le 11 septembre 1944, le 1./KG 2 devient le 12./JG 1, le 2./KG 2 devient le 16./JG 5 et le 3./KG 2 devient le 4./JG 54. Le Stab I./KG 2 est dissous le 3 octobre 1944.
Gruppenkommandeure (Commandant de groupe) :
| Début            | Fin              | Grade     | Nom                          |
| ---------------- | ---------------- | --------- | ---------------------------- |
| 1er mai 1939     | 25 novembre 1939 | Major     | Werner Krahl                 |
| 26 novembre 1939 | 26 août 1940     | Major     | Martin Gutzmann              |
| 27 août 1940     | 25 août 1941     | Major     | Waldemar Lerche              |
| 26 août 1941     | Mars 1942        | Major     | Robert-Heinrich von Groddeck |
| Mars 1942        | 15 juin 1942     | Hauptmann | Ketterer                     |
| 16 juin 1942     | 5 mai 1943       | Major     | Karl Kessel                  |
| 6 mai 1943       | 6 août 1944      | Major     | Franz Schönberger            |
| 6 août 1944      | 3 octobre 1944   | Hauptmann | Philipp von Alemann          |

### II. Gruppe
Formé le 1er mai 1939 à Liegnitz à partir du II./KG 252 avec : 
- Stab II./KG 2 à partir du Stab II./KG 252
- 4./KG 2 à partir du 4./KG 252
- 5./KG 2 à partir du 5./KG 252
- 6./KG 2 à partir du 6./KG 252

Le 1er mars 1940, le 6./KG 2 devient le 8./KG 2, et est remplacé. En juin 1943, le 5./KG2 devient le 16./KG 2, et un nouveau 5./KG 2 est formé à partir du 6./KG 40.

Le II./KG 2 est dissous le 3 octobre 1944, le 4./KG 2 devient le 8./JG 54, le 5./KG 2 devient le 8./JG 77, et le 6./KG 2 devient le 12./JG 77.
Gruppenkommandeure :
| Début             | Fin              | Grade          | Nom              |
| ----------------- | ---------------- | -------------- | ---------------- |
| 1er mai 1939      | 15 décembre 1940 | Oberstleutnant | Paul Weitkus     |
| 16 décembre 1940  | Juin 1941        | Major          | Kurt Rohde       |
| Juin 1941         | 30 novembre 1941 | Major          | Johannes Hübner  |
| 1er décembre 1941 | 22 janvier 1943  | Major          | Walter Bradel    |
| 1er février 1943  | 25 juin 1944     | Major          | Heinz Engel      |
| 26 juin 1944      | 3 octobre 1944   | Hauptmann      | Hermann Schröter |

### III. Gruppe
Formé le 1er mars 1940 à Illesheim avec :
- Stab III./KG 2 nouvellement créé
- 7./KG 2 nouvellement créé
- 8./KG 2 à partir du 6./KG 2
- 9./KG 2 nouvellement créé

Le III./KG 2 commence sa formation sur Dornier Do 335 fin 1944.
Le 1er décembre 1944, il est renommé V./Nachtjagdgeschwader 2
- Stab III./KG 2 devient Stab V./NJG 2
- 7./KG 2 à partir du 13./NJG 2
- 8./KG 2 à partir du 14./NJG 2
- 9./KG 2 à partir du 15./NJG 2

Gruppenkommandeure :
| Début              | Fin               | Grade          | Nom                       |
| ------------------ | ----------------- | -------------- | ------------------------- |
| 1er mars 1940      | 24 juin 1940      | Major          | Werner Kreipe (en)        |
| 25 juin 1940       | 31 août 1940      | Major          | Adolf Fuchs               |
| 1er septembre 1940 | 20 mars 1941      | Major          | Klaus-Siegfried Uebe (en) |
| 21 mars 1941       | 7 avril 1941      | Major          | Friedrich Dreyer          |
| 12 avril 1941      | 21 mai 1945       | Major          | Heinrich Eichhorn         |
| 9 juin 1941        | 20 septembre 1941 | Oberst         | Heinrich Conrady          |
| 21 septembre 1941  | 15 février 1942   | Major          | Gerhard Klostermann       |
| 16 février 1942    | 30 avril 1942     | Oberstleutnant | Hans von Koppelow         |
| 1er mai 1942       | 13 août 1943      | Major          | Kurt Leythaeuser          |
| 14 août 1943       | 1er décembre 1944 | Major          | Albert Schreiweis         |

### IV. Gruppe
Le 10. (Erg.)/KG 2 est formé en juin 1940 à Achmer. Le 22 mars 1941, il s'élargit et devient le IV. (Erg.)/KG 2 avec :
- Stab IV./KG 2 nouvellement créé
- 10./KG 2
- 11./KG 2 nouvellement créé le 18 janvier 1941
- 12./KG 2 nouvellement créé le 1er avril 1942

Le 13./KG 2 est formé le 20 juin 1943 à Lechfeld à partir du 9./KG 101, mais le 24 février 1944 devient le 12./KG 51.
Le 6 février 1944, le 12./KG 2 devient le 13./KG 51, et n'est pas reformé.

En mars 1944, le 10./KG 2 devient Erg.Staffel/NJG 2, et est reformé. Le IV./KG 2 est dissous le 18 septembre 1944.
Gruppenkommandeure :
| Début             | Fin              | Grade          | Nom                                  |
| ----------------- | ---------------- | -------------- | ------------------------------------ |
| 1er novembre 1941 | 31 décembre 1943 | Oberstleutnant | Karl Hülshoff                        |
| 1er janvier 1944  | 21 janvier 1944  | Major          | Heinrich Prince zu Sayn-Wittgenstein |
| 4 février 1944    | 11 novembre 1944 | Oberst         | Günther Radusch                      |
| 12 novembre 1944  | 8 février 1945   | Major          | Paul Semrau                          |
| 8 février 1945    | 5 mai 1945       | Oberstleutnant | Wolfgang Thimmig                     |

### V. Gruppe
Formé en juin 1943 à Lechfeld à partir du II./Kampfgeschwader 40 avec :
- Stab V./KG 2 à partir du Stab II./KG 40
- 13./KG 2 nouvellement créé
- 14./KG 2 à partir du 4./KG 40
- 15./KG 2 à partir du 5./KG 40
- 16./KG 2 à partir du 5./KG 2

Le 6 février 1944, le V./KG 2 est renommé Stab II./KG 51 :
- Stab V./KG 2 devient Stab II./KG 51
- 13./KG 2 devient 12./KG 51
- 14./KG 2 devient 4./KG 51
- 15./KG 2 devient 5./KG 51
- 16./KG 2 devient 6./KG 51

Gruppenkommandeure :
| Début           | Fin             | Grade     | Nom                                  |
| --------------- | --------------- | --------- | ------------------------------------ |
| Juin 1943       | 19 juin 1943    | Major     | Martin Kästner                       |
| 20 juin 1943    | 16 juillet 1943 | Hauptmann | Freidrich-Wilhelm Methner            |
| 17 juillet 1943 | 10 octobre 1943 | Major     | Wolf-Dietrich Meister                |
| 11 octobre 1943 | 21 janvier 1944 | Hauptmann | Kurt Heintz                          |
| 22 janvier 1944 | 6 février 1944  | Hauptmann | Karl-Egon von Dalwigk zu Lichtenfels |